# Taractrocera ceramas
Taractrocera ceramas é uma espécie de borboleta que pertence à família Hesperiidae. Encontrada nas colinas do sul da Índia e no norte da Birmânia, a espécie foi descrita cientificamente pelo naturalista britânico William Chapman Hewitson em 1868.